# Nothing Is Keeping You Here
Nothing Is Keeping You Here — сингл альбому Foot of the Mountain (у загальноєвропейському релізі альбому — третій сингл, у Великій Британії — другий) норвезького гурту a-ha, що вийшов 21 вересня 2009 року. Того ж року пісня стала саундтреком німецького фільму «Zweiohrkueken».

## Музиканти
- Пол Воктор-Савой (Paul Waaktaar-Savoy) (6 вересня 1961) — композитор, гітарист, вокалист.
- Магне Фуругольмен (Magne Furuholmen) (1 листопада 1962) — клавішник, композитор, вокаліст, гітарист.
- Мортен Гаркет (Morten Harket) (14 вересня 1959) — вокаліст.

## Композиції

### German Physical Release
| #  | Назва                                               | Тривалість |
| -- | --------------------------------------------------- | ---------- |
| 1. | «Nothing Is Keeping You Here (Single Edit)»         | 3:04       |
| 2. | «Nothing Is Keeping You Here (Steve Osborne Remix)» | 3:21       |

### UK Download Release
| #  | Назва                                         | Тривалість |
| -- | --------------------------------------------- | ---------- |
| 1. | «Nothing Is Keeping You Here (Radio Edit)»    | 3:21       |
| 2. | «Nothing Is Keeping You Here (Album Version)» | 3:17       |

## Позиції в чартах
- #65  Німеччина